# Улица Ванеева (Минск)
Улица Ване́ева (бел. Вуліца Ванеева) — улица в юго-восточной части Минска (в Заводском, Ленинском и Партизанском районах). Названа в честь государственного и партийного деятеля, председателя Мингорсовета Владимира Григорьевича Ванеева.

## Общие сведения
Улица Ванеева является продолжением улицы Ваупшасова и ориентирована на юго-запад. На пересечении с улицей Долгобродской построен путепровод, на перекрёстке с Партизанским проспектом организована площадь Ванеева. После пересечений с улицами Яна Райниса и Горовца находится безымянная площадь, на которой улица Ванеева пересекается с проспектом Рокоссовского, улицами Олега Кошевого и Тростенецкой. Далее улица начинает ориентироваться на запад, пересекает 2-й Велосипедный переулок и заканчивается на мосту через Свислочь; на правом берегу реки её прямое продолжение — улица Денисовская. В честь В. Г. Ванеева улица была названа в 1966 года. При этом в конце 1940-х годов некоторое время существовала другая улица Ванеева — так назывался Стадионный проезд.
До 1950-х — 1960-х годов на месте большей части улицы находилась лесная опушка; сохранившаяся часть леса превращена в «Парк имени 50-летия Великого Октября».

## Застройка
Улица начала активно застраиваться в 1960-е годы. На улице расположены:
- стадион «Трактор»[1];
- спорткомплекс БГЭУ[1];
- СДЮШОР по спортивной гимнастике[1];
- автовокзал «Восточный» (по состоянию на 2019 год закрыт);
- троллейбусный парк № 2 с памятником первому минскому троллейбусу;
- несколько автотранспортных предприятий в конце улицы.

В 2019 году в парке возле стадиона «Трактор» началось строительство Национального футбольного стадиона.

## Транспорт
Улица имеет важное транспортное значение, большая часть улицы имеет по 3 полосы в каждом направлении. На всём протяжении улицы организовано автобусное и троллейбусное сообщение. По состоянию на октябрь 2019 года по улице курсируют автобусные маршруты № 2с, 55, 59, 82с, 84, 93 и троллейбусные № 15, 17, 20, 24, 34, 41, 41д, 67. Кроме того, по перпендикулярным улицам курсируют многочисленные автобусные и троллейбусные маршруты, связывающие центр города с периферийными районами, по улице Долгобродской — трамваи.
Ближайшая станция метро — «Тракторный завод» (находится недалеко от начального участка улицы). В отдалённой перспективе намечается строительство четвёртой линии Минского метрополитена с одной или двумя станциями, выходящими на улицу Ванеева.